# Bujić
Bujić (en serbe cyrillique : Бујић ; en albanais : Buhiçi) est un village de Serbie situé dans la municipalité de Preševo, district de Pčinja. En 2002, il comptait 89 habitants, dont 88 Albanais (98,87 %).
Le village de Bujić a été largement détruit en 1999.
En septembre 2011, l'assemblée des députés albanais de Preševo, Bujanovac et Medveđa a incité les Albanais de Serbie à boycotter le recensement prévu pour le mois d'octobre de cette année-là ; de ce fait, aucun chiffre de population n'a été communiqué pour les localités de la municipalité de Preševo.

## Démographie
| 1948 | 1953 | 1961 | 1971 | 1981 | 1991 | 2002 |
| ---- | ---- | ---- | ---- | ---- | ---- | ---- |
| 157  | 169  | 118  | 131  | 120  | 164  | 89   |

|  |